# سوت لیک تاهو (کالیفرنیا)
سوت لیک تاهو (به انگلیسی: South Lake Tahoe) شهری در شهرستان ال دورادو ایالت کالیفرنیا است که در سرشماری سال ۲۰۱۰ میلادی، ۲۱۴۰۳ نفر جمعیت داشته است.